# Галк: Сірий
Галк: Сірий (англ. Hulk: Gray) — обмежена серія коміксів 2003-2004 років, яка була написана Джефом Лебом та проілюстрована Тімом Сейлом.

## Сюжет
До того, як світ дізнався що Брюс Беннер — Галк. До того, як Брюс зізнався в коханні Бетті Росс. До того як Галк став зеленим… був Галк сірий.
Життя Брюса Беннера розірвалося на клапті після вибуху гамма-бомби. Тоді він вивільнив найсильнішу істоту на Землі — Неймовірного Галка. Байдуже, наскільки сильним він став, Бетті Росс, дочка його найлютішого ворога, генерала «Громовержця» Росса, досі може розбити серце Беннера.

## Колекційні видання
- Джеф Леб, Тім Сейл. Галк: Сірий / Катерина Пітик, Анатолій Пітик. — Рідна мова, 2019. — Т. 1. — С. 168. — ISBN 978-966-917-436-9.